# La força de la Natura
"La força de la natura" (títol original en anglès "Force of Nature") és el novè episodi de la setena temporada, i el 161è de tota la sèrie, de la sèrie de televisió de ciència-ficció estatunidenca Star Trek: La nova generació. Es van emetre originalment el 15 de novembre de 1993 en redifusió als Estats Units. Fou dirigida per Robert Lederman i escrit per Naren Shankar.
Ambientada al segle XXIV, la sèrie segueix les aventures de la tripulació de la nau de la Flota Estel·lar de la Federació Enterprise-D sota el comandament del capità Jean-Luc Picard. En aquest episodi, un parell de científics germans mostren que la propulsió del motor de curvatura està danyant el teixit mateix de l'espai. Una subtrama implica que Data intenta entrenar el seu gat, Spot.

## Argument
La nau espacial de la Federació USS Enterprise és enviada al Corredor Hekaras, l'únic camí segur a través del sector, per investigar la desaparició de la nau mèdica USS Fleming. En el procés troben una nau ferengi, que està greument inhabilitada. El líder ferengi sosté que una arma de la Federació va inhabilitar la seva nau.
La tripulació de l'«Enterprise» s'assabenta que els germans hekaran, Rabal i Serova, són els responsables de sabotejar les naus utilitzant mines inhabilitadores disfressades de boies de senyalització. Aquests germans sostenen que la propulsió de curvatura sostinguda està destruint el teixit espacial proper al seu món natal i, finalment, destruirà el seu planeta. Data determina que la investigació té mèrit, però requereix més estudi. Picard sol·licita una investigació més exhaustiva al Consell Científic de la Federació.
Tanmateix, Serova no està disposada a esperar més estudis. Per demostrar la seva teoria, provoca una bretxa de curvatura a la seva nau, matant-se en el procés. Es forma una esquerda i la «Fleming» queda atrapada a l'espai danyat. La tripulació de l'"Enterprise" aconsegueix trobar una manera de "navegar" a través de l'esquerda sense utilitzar el motor de curvatura a l'interior iniciant un curt salt de curvatura a velocitat màxima, després teletransporta la tripulació de la "Fleming" i escapa "surfejant" les ones de disrupció produïdes per l'esquerda.
Més tard, el Consell de la Federació emet una nova directiva que limita totes les naus de la Federació a una velocitat de curvatura cinc excepte en emergències extremes. A més, han informat a totes les espècies conegudes capaces de viatjar warp dels perills recentment descoberts del seu ús. Worf afirma que l'Imperi Klíngon acceptarà les limitacions, però no se sap si l'Imperi Estel·lar Romulà, l'Aliança Ferengi i la Unió Cardassiana també faran el mateix.

## Actors convidats
- Michael Corbett - Rabal
- Margaret Reed - Serova
- Lee Arenberg - Prak
- Majel Barrett – Veu de l’ordinador

## Producció
La premissa de l'episodi es basa lliurement en les preocupacions mediambientals de principis dels anys noranta, com ara les mesures preses per prevenir l'esgotament de la capa d'ozó. La idea bàsica va sorgir de Joe Menosky, que volia mostrar una al·legoria de la destrucció ambiental contemporània a la sisena temporada de la sèrie. Tanmateix, la seva idea no va encaixar com a element argumental en cap dels episodis produïts en aquell moment. Durant la setena temporada, Jeri Taylor va enviar Naren Shankar i Brannon Braga a una reunió d'ecologistes. Shankar es va entusiasmar amb la idea i va escriure un guió que ampliava la idea de Menosky a la trama principal d'un episodi. Com que la història acabada era massa curta, es van afegir dues subtrames, que involucraven el gat de Data i la rivalitat de La Forge amb un vell amic de la universitat.

## Llançaments
"La força de la Natura" s'ha publicat com a part de les col·leccions de la setena temporada de TNG en format DVD i Blu-Ray. La setena temporada de TNG, que conté aquest episodi, es va publicar en disc Blu-ray el gener de 2015.

## Recepció
En una retrospectiva del 2013 per a Tor.com, l'autor Keith R. A. DeCandido va criticar l'episodi com a deficient, puntuant-lo amb un 2/10 i qualificant-lo de "desordre sense nucli emocional". Va assenyalar que els hekarans es van inventar per a aquest episodi, és a dir, que els espectadors no tindrien cap familiaritat amb ells ni cap raó per preocupar-se pel seu destí, i mai veiem el seu planeta, que està en perill; ni tampoc es mostra el "Fleming". El resultat és que tots els esdeveniments tenen lloc a través de xerrameca tecnològica i a les pantalles, i no va sentir que el resultat creés cap tensió o perill. DeCandido també va assenyalar que la trama en què el viatge de curvatura causava algun tipus de "contaminació" es va abandonar ràpidament; es va esmentar de passada en dos altres episodis de la 7a temporada de "La nova generació" (i una vegada només per verificar que estava bé incomplir la nova prohibició), però les obres derivades i les sèries posteriors de "Star Trek" ignoren essencialment totalment les ramificacions d'aquest episodi.